# Oblastní rada Lachiš
Oblastní rada Lachiš (hebrejsky מועצה אזורית לכיש, Mo'aca azorit Lachiš) je oblastní rada v jižním distriktu v Izraeli.

## Geografie

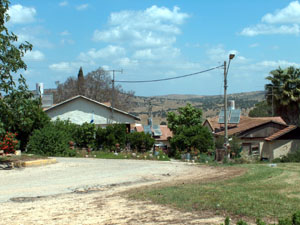
Pohled na mošav Amacja

Nachází se v zemědělsky intenzivně využívané pobřežní planině, v regionu Šefela, nedaleko severního okraje pouště Negev. Zčásti též leží v Judských horách. Rozkládá se na celkové ploše 500 km2. Demografickým centrem regionu je město Kirjat Gat, které ale pod jurisdikci rady nespadá.

## Dějiny
Sídelní síť zde byla utvořena po vzniku státu Izrael, tedy po roce 1948. Během války za nezávislost v roce 1948 opustila zároveň region arabská populace. Plánovitě zde pak došlo k zřízení židovských zemědělských vesnic. Zdejší osídlení je součástí širšího regionálního osidlovacího programu Chevel Lachiš, do kterého spadají i zemědělská sídla náležející do okolních oblastních rad a také město Kirjat Gat.
Oblastní rada je pojmenována podle biblického sídla Lachiš. jehož jméno pak přejala i jedna ze zdejších nově zřízených vesnic (Lachiš). Oblastní rada Lachiš byla založena roku 1955. Oficiální zahájení její činnosti se však odehrálo až 18. října 1956. Sídlo úřadů oblastní rady se nachází v mošavu Nehora. Starostou rady je דני מורביה - Dani Morvija. Rada má velké pravomoci zejména v provozování škol, územním plánování a stavebním řízení nebo v ekologických otázkách.

## Seznam sídel
Oblastní rada Lachiš sdružuje 15 mošavů a 3 společné osady.
Mošavy
| - Achuzam - Amacja - Lachiš - Menucha - Nehora | - Noga - Nir Chen - Ocem - Sde David - Sde Moše | - Šachar - Šekef - Tlamim - Jad Natan - Zohar |

Společné osady
- Bnej Dekalim
- Eli'av
- Karmej Katif (ve výstavbě)
- Neta

## Demografie
K 31. prosinci 2014 žilo v Oblastní radě Lachiš 10 200 obyvatel. Z celkové populace bylo 10 100 Židů. Včetně statistické kategorie „ostatní“ tedy nearabští obyvatelé židovského původu, ale bez formální příslušnosti k židovskému náboženství jich bylo 10 200. Podle Centrálního statistického úřadu žilo v oblastní radě k roku 2007 celkem 7 400 obyvatel a obyvatelstvo rady bylo téměř výhradně židovské (99,5 %). Roční přírůstek činil 6,1 %.
| Rok            | 1961  | 1972  | 1983  | 1995  | 2006  | 2008  | 2009  | 2010  | 2011  | 2012  | 2013  | 2014   |
| -------------- | ----- | ----- | ----- | ----- | ----- | ----- | ----- | ----- | ----- | ----- | ----- | ------ |
| Počet obyvatel | 3 700 | 5 100 | 5 200 | 5 300 | 7 000 | 8 400 | 8 500 | 8 800 | 9 000 | 9 200 | 9 800 | 10 200 |